# Xã Rutland, Quận Sargent, Bắc Dakota
Xã Rutland (tiếng Anh: Rutland Township) là một xã thuộc quận Sargent, tiểu bang Bắc Dakota, Hoa Kỳ. Năm 2010, dân số của xã này là 55 người.